# SES アストラ
SESアストラSA（SES Astra SA）は、アストラ静止衛星シリーズを所有・運用し、176機のトランスポンダで約1100チャンネルのアナログまたはデジタルのテレビ/ラジオ放送をヨーロッパの9100万世帯に提供している。SESの子会社であり、ルクセンブルク東部のベッツドルフ (Betzdorf) にある。

## 沿革
1985年、Société Européenne des Satellites-Astra (SES-Astra) として創設された。ヨーロッパ初の民間衛星運用企業である。現在の標語は「Your Satellite Connection to the World」である。
最初の顧客はスカイ・テレビジョン（現BスカイB）で、1989年に4機のトランスポンダを購入した。イギリスおよびアイルランドでは東経19.2°の方向にアンテナを向けていたが、2001年9月のスカイのアナログ放送の休止に伴い、1998年の打ち上げ以来デジタル放送の行われている東経28.2°の方向に向けるようになった。
2011年にSES本社に吸収され一部門となった。

## 衛星の詳細
SES アストラは3つの軌道で12機の衛星を運用している。7機は19.2°E、3機は28.2°E、2機は23.5°Eである。さらに初期のアストラ1の代替として2機製造中である。アストラは同一軌道に常時複数の衛星を配置して異常が起きても代替できるようになっている。
| 人工衛星 | 位置                  | 状態                  | 製造会社               | 形式                 | 打ち上げ日     | 打ち上げ機    | 備考                                                    |
| -------- | --------------------- | --------------------- | ---------------------- | -------------------- | -------------- | ------------- | ------------------------------------------------------- |
| 1A       | 運用停止 (2004年12月) | 運用停止 (2004年12月) | GEアストロスペース     | GE-4000              | 1988年12月11日 | アリアン44LP  | "廃棄軌道"へ投入                                        |
| 1B       | 運用停止 (2006年7月)  | 運用停止 (2006年7月)  | GEアストロスペース     | GE-5000              | 1991年3月2日   | アリアンe44LP | GEアメリコムから取得 (サットコムK3).                    |
| 1C       | 4.8°E                 |                       | ヒューズ               | HS-601               | 1993年5月12日  | アリアン 42L  | 臨時の使用と実際の運用の為に傾斜軌道へ投入 (2008/3現在) |
| 1E       | 19.2°E                |                       | ヒューズ               | HS-601               | 1995年10月19日 | アリアン 42L  | 1KRの打ち上げにより容量が減少された。                   |
| 1F       | 19.2°E                |                       | ヒューズ               | HS-601               | 1996年4月8日   | プロトン      |                                                         |
| 1G       | 19.2°E                |                       | ヒューズ               | HS-601HP             | 1997年12月2日  | プロトン      | 電源に問題を抱えている, 現在は最大20台の中継機を運用    |
| 1H       | 19.2°E                |                       | ヒューズ               | HS-601HP             | 1999年6月16日  | プロトン      |                                                         |
| 1K       | 19.2°E                | 軌道投入失敗          | アルカテル・スペース   | スペースバス 3000B3S | 2002年11月26日 | プロトン      | 打ち上げ失敗、太平洋に落下                              |
| 1KR      | 19.2°E                |                       | ロッキード・マーティン | A2100                | 2006年4月20日  | アトラスV     | アストラ 1Kの打ち上げ失敗後に打ち上げ                   |
| 1L       | 19.2°E                |                       | ロッキード・マーティン | A2100                | 2007年5月4日   | アリアン5-ECA | 1E/2Cの代替用; KuとKaバンド                             |
| 1M       | 19.2°E                | 製造中                | EADS アストリアム      | ユーロスター E3000   | 2008年から     |               | 19.2°Eで1Fの更新                                        |
| 2A       | 28.2°E                |                       | ヒューズ               | HS-601HP             | 1998年8月30日  | プロトン      |                                                         |
| 2B       | 28.2°E                |                       | EADS アストリアム      | ユーロスター E2000+  | 2000年9月14日  | アリアン5     |                                                         |
| 2C       | 28.2°E                |                       | ヒューズ               | HS-601HP             | 2001年6月16日  | プロトン      | 軌道が19.2°E で1Lと交代; 28.2°E へ 2A, 2B と2D 移動     |
| 2D       | 28.2°E                |                       | ヒューズ               | HS-376HP             | 2000年12月19日 | アリアン5     |                                                         |
| 1D       | 23.5°E                |                       | ヒューズ               | HS-601               | 1994年11月1日  | アリアン42P   | HD放送にあわせて軌道を19.2°E から23.5°Eへ移動           |
| 3A       | 23.5°E                |                       | ボーイング             | HS-376HP             | 2002年3月29日  | アリアン44L   |                                                         |
| 3B       | 23.5°E                | 軌道上テスト中        | EADS アストリアム      | ユーロスターE3000    | 2010年5月21日  | アリアン5     | シリウス2の代替; KuとKaバンドの52台の中継機             |
| 4A       | 37.5°W                |                       | アルカテル・スペース   | スペースバス-4000C3  | 2005年2月3日   | プロトンM     | AMC-12から中継機を借用、アストラ4Aとして識別            |

備考
1. 19.2°E はドイツと中東欧において最も一般的な放送衛星の軌道である。
2. BスカイBは英国とアイルランドでスカイ・デジタル衛星放送 28.2°E の衛星軌道から放送している。

## 衛星製造と打ち上げ
SES アストラの運用する人工衛星の設計は、ボーイング衛星システム（BSS、かつての Hughes Space and Communications）、EADSアストリアム、アルカテル・スペースが行っている。
アストラ衛星は全て同じ設計ではなく、例えばアストラ2衛星群のうち、2Aと2Cは BSS 601HPs、2Bは Astrium Eurostar-2000、2Dは BSS 376 である。
打ち上げはフランス領ギアナのクールーからアリアンスペースのアリアンロケットで行うか、カザフスタンのバイコヌール宇宙基地から International Launch Services のプロトンロケットで行う。衛星は楕円の「一時遷移軌道」で打ち上げられ、そこから推進することで、高度約36,000kmの円形の静止軌道に達する。プロトンロケットに4段目の推進ユニットを装備すると、（楕円軌道の近地点で）アリアンロケットよりも数千キロメートル高く衛星を打ち上げることができる。そのため、静止軌道に達するまでの燃料消費が少なくて済み、運用における柔軟性が増す。

### 失敗
SES アストラが1997年に開発を依頼したアストラ1Kは当時最大の商用通信衛星だった。アストラ1Kは2002年11月26日、プロトンロケットで打ち上げられた。ロケットは予定通り打ち上げられ、待機軌道に達して最終段の燃焼によって衛星を静止軌道に乗せようとした。しかし、最終段は点火せず、衛星は待機軌道に放たれ、使い物にならなくなった。これを回復させる唯一の方法はスペースシャトルを使うことだったが、断られた。2002年12月10日、SES アストラは製造者のアルカテル・スペースとフランス国立宇宙研究センターに依頼し、衛星を軌道から離脱させ、太平洋上で大気圏に再突入させた。